# جاك ميلس
جاك ميلس (بالإنجليزية: Jack Mills)‏ هو لاعب كرة قاعدة أمريكي، ولد في 23 أكتوبر 1889 في ويليامزتاون في الولايات المتحدة، وتوفي في 3 يونيو 1973 في واشنطن العاصمة في الولايات المتحدة.

## وصلات خارجية
- جاك ميلس على موقعبيزبول رفرنس.كوم (الدوري الرئيسي) (الإنجليزية)
- جاك ميلس على موقعبيزبول رفرنس.كوم (الدوري الثانوي) (الإنجليزية)